# Ulrike Lehmann
Ulrike Lehmann (* 11. Juni 1982 in Rostock) ist eine ehemalige deutsche Shorttrackerin.
Ulrike Lehmann startete zunächst für den ESV Turbine Rostock, später für die Deutsche Eisschnellauf Gemeinschaft München. Sie erreichte früh in ihrer Karriere ihren größten Erfolg, als sie im Alter von 19 Jahren an den Olympischen Winterspielen 2002 in Salt Lake City teilnahm und mit der deutschen Staffel an der Seite von Yvonne Kunze, Christin Priebst und Aika Klein Achte wurde. Drei Jahre später startete sie bei der Winter-Universiade 2005 in Innsbruck und wurde 13. über 500 Meter, 38. über 1000 Meter, 21. über 1500 Meter sowie 38. über 3000 Meter.